# Caecidotea stiladactyla
Caecidotea stiladactyla är en kräftdjursart som beskrevs av J.G. Mackin och Leslie Raymond Hubricht 1940. Caecidotea stiladactyla ingår i släktet Caecidotea och familjen sötvattensgråsuggor. Inga underarter finns listade i Catalogue of Life.